# Ružičasti slonovi
Ružičasti slonovi je srpski rok bend iz Čačka.

## Istorijat benda

### Preteče
Godine 1993. petorka u sastavu Vidan Milunović (vokal), Danko Popović (ritam gitara), Tomislav Vujnović (bas gitara), Ivan Grozdanović (solo gitara) i Vladimir Grozdanović (bubnjevi) nastupila je na Čačanskoj gitarijadi pod imenom Danakil i osvojila 1. nagradu za pesmu Moja mala Ivana. Ohrabreni uspehom, otišli su u lokalni studio sa namerom da naprave svoj prvi demo snimak za pesme Moja mala Ivana i Negativan tip. Snimanje nikad nisu priveli kraju i ubrzo su se razišli, a napravile su se 2 frakcije benda — Milunović i Popović su osnovali bend Ružičasti slonovi, a Vujnović i braća Grozdanović bend Odgovor.

### Osnivanje
Milunović i Popović samostalno započinju rad na materijalu i novim pesmama, u formi akustične gitare i vokala. Prvi u pomoć stiže Aleksandar Popović koji restaurira celokupan materijal , daje smernice za forme harmonije i vrši kontrolu odsviranog. Naravno, javlja se potreba za ritam sekcijom i solo gitarom. Nagovorom Popovića dolazi Nikola Topalović (ex Divlja zora) koji svira solo gitare za prve pesme koje bivaju snimljene u skromnom kvalitetu.
Nakon toga, Popovic (Danko) u programu Fruity Loops crta bubanj i bas liniju i nosi snimke Dejanu Samardžiću (ex Coma) koji u veoma oskudnim uslovima snima bubanj za svih 12 pesama.

## Rad na prvom studijskom albumu - Vozovi

### Izmene u sastavu
Zbog porodičnih obaveza Vidan Milunović napušta ekipu, a na mesto pevača dolazi Stojan Guzina. U rad grupe se uključuje Aleksandar Rakić (ex Euterpa, Digitalna draga) a zatim i Aleksandar Barać (ex Van Gogh, Krvna Grupa, Biska). Danko Popović odlazi sa snimcima u Prag i tamo nasnimava još materijala - Fedja Nanič (Jazz time band) snima Fender Rhodes Piano, Borisav Prelić (ex Moris) usnu harmoniku, a za jos 4 pesme bas gitaru snima Nikola Ljujić (Balkan family). Zbog bolesti Aleksandra Rakića, Danko Popović snima preostale ritam gitare u studiju Miloša Milijanovića u Čačku, a Stojan Guzina vokal. Prateće vokale im snima Jasmina Numić - Pera (Smak, Music box) a poslednje solo gitare Nenad Tomićević (ex Utopija) i time materijal biva gotov.

### Završni miks
Posle neuspešnog rada na miksu u Londonu, Pragu, Beogradu, Pančevu, Kragujevcu i Čačku nastaje pauza, uglavnom zbog slabe kakvoće snimaka. Rad se nastavlja povratkom Aleksandra Rakića koji snima nove gitare, uključuje Milicu Đorđević, Petra i Mariju Rakić (ex Aksiome) za nedostajuće bek vokale i (re)animira Popovića da angažuje Sašu Radojevića (YU grupa) koji će odsvirati novi bubanj za sve pesme na albumu. Na novi bubanj Aleksandar Barać ponovo snima bas gitaru u Londonu i konačno se dobija zdrava ritam sekcija. Saša Radojević dalje aktivira Uroša Teofilovića koji snima solo gitare za 2 pesme na skraćenom spisku od 8 ukupno. Sve kompozicije dobijaju finalnu verziju i tada Rakić i Popović prave audiciju za pevača. Dolazi se do Igora Vukojevića koji snima sve vokale za finalnu verziju. Sasa Radojević tada radi završni mix u studiju YU grupe u Zemunu i ubrzo zatim gotov materijal nalazi svoj put, prvo do izdavača - muzičke kuće One Records, a zatim i do slušalaca. Značajnu podršku daje i Vlada Janković Džet koji u emisiji Demo Express na Radio 202 ugošćava Popovića i emituje najbolje pesme sa albuma.

### Diskografija
Album je objavila muzička kuća One Records iz Beograda na Đurđevdan 2018. godine 
| Naslov           | Bubanj         | Bas              | Hammond            | Gitare                                           | Vokal                         | Prateći vokal                   |
| ---------------- | -------------- | ---------------- | ------------------ | ------------------------------------------------ | ----------------------------- | ------------------------------- |
| Volela je vozove | Saša Radojević | Aleksandar Barać | Aleksandar Popović | Danko Popović, Aleksandar Rakić                  | Igor Vukojević                |                                 |
| Košava           | Saša Radojević | Aleksandar Barać | Aleksandar Popović | Danko Popović, Aleksandar Rakić, Uroš Teofilović | Igor Vukojević                | Jasmina Numić                   |
| Ivana            | Saša Radojević | Aleksandar Barać | Danko Popović      | Danko Popović, Uroš Teofilović                   | Igor Vukojević                | Jasmina Numić                   |
| Rekla si         | Saša Radojević | Aleksandar Barać | Aleksandar Popović | Danko Popović, Aleksandar Rakić, Nenad Tomićević | Igor Vukojević, Jasmina Numić |                                 |
| Kradom           | Saša Radojević | Aleksandar Barać | Aleksandar Popović | Danko Popović, Aleksandar Rakić                  | Igor Vukojević                | Marija Rakić, Milica Đorđević   |
| Vejavica         | Saša Radojević | Aleksandar Barać | Aleksandar Popović | Danko Popović, Aleksandar Rakić                  | Igor Vukojević                | Jasmina Numić, Aleksandar Rakić |
| Kurtizana        | Saša Radojević | Aleksandar Barać | Aleksandar Popović | Danko Popović, Aleksandar Rakić, Nenad Tomićević | Igor Vukojević                | Petar Rakić                     |
| Negativan tip    | Saša Radojević | Aleksandar Barać | Aleksandar Popović | Danko Popović, Aleksandar Rakić                  | Igor Vukojević                | Igor Vukojević                  |

Svu muziku i album art potpisao je Danko Popović, a tekstove Vidan Milunović, osim Vejavice za koju je tekst napisao Milun Milunović, a muzika je obrada poznatog hita grupe Omega — Gyöngyhajú lány. Aranžmane su radili Ružičasti slonovi.